# IC 967
IC 967 ist eine Spiralgalaxie vom Hubble-Typ S im Sternbild Bärenhüter am Nordsternhimmel. Sie ist schätzungsweise 171 Millionen Lichtjahre von der Milchstraße entfernt.
Das Objekt wurde am 24. Mai 1892 von dem französischen Astronomen Stéphane Javelle entdeckt.